# Václav Chudomel
Václav Chudomel (ur. 27 września 1932 w Paběnicach, zm. 15 grudnia 2016 w Benešovie) – czeski lekkoatleta reprezentujący Czechosłowację, długodystansowiec, olimpijczyk.

## Kariera sportowa
Zajął 10. miejsce w biegu maratońskim na mistrzostwach Europy w 1962 w Belgradzie, 18. miejsce w tej konkurencji na igrzyskach olimpijskich w 1964 w Tokio, a na mistrzostwach Europy w 1966 w Budapeszcie również zajął 18. miejsce w maratonie.
Zwyciężył w maratonie w Koszycach w 1968 i w maratonie w Enschede w 1963.
Był mistrzem Czechosłowacji w maratonie w 1963, 1966, 1968 i 1969, wicemistrzem w 1961 i 1964 oraz brązowym medalistą w 1971, a także drużynowym mistrzem w maratonie w 1964, 1966 i 1967. W biegu na 10 000 metrów był wicemistrzem  1964 i 1965 oraz brązowym medalistą w 1959 i 1962, a w biegu na 5000 metrów brązowym medalistą w 1959. W sztafecie 4 × 1500 metrów był brązowym medalistą w 1957. Był również wicemistrzem w biegu ulicznym w 1961 (na 25 km) oraz brązowym medalistą w 1959 (na 10 km) i w 1966. W drużynie był wicemistrzem w biegu ulicznym w 1955, 1960 (na 10 km), 1961 (na 10 km) i 1966 oraz brązowym medalistą w 1965.  W biegu przełajowym był brązowym medalistą na długim dystansie w 1961, 1964 i 1965, a w drużynie mistrzem w 1959, 1961, 1964 i 1965 oraz wicemistrzem w 1957, 1963 i 1966.  
Był dwukrotnym rekordzistą Czechosłowacji w maratonie do czasu 2:15:26,4 uzyskanego 13 czerwca 1964 w LondynieBył to najlepszy wynik w jego karierze.
Pozostałe rekordy życiowe Chudomela:
- bieg na 5000 metrów  – 14:19,6 (1965)
- bieg na 10 000 metrów  – 29:39,8 (1962)